# 総合事務局
総局（そうきょく、「総本部」「行政府」とも呼ばれる）総合事務局（そうごうじむきょく）は共産党組織や共産主義国（例えば中国共産党中央弁公庁（CCP General Office）、ラオス、ベトナムなど）における重要な行政政治機関。  一般的に言って、総本部は、文書の提出、議事録の記録、社内外のコミュニケーション、スケジューリング、議題の準備など、親組織の管理機能を果たしている。 
中国では、時折、事務局が調整とプロジェクト管理の任務を果たすが、上司の指示に従った範囲内でのみ行動し、自ら決断を下すことはできない。一般事務局は通常、組織の長に直接報告。  具体的なイニシアチブをとるために一般事務所を組織する。たとえば、中国の国務院（政府）には法務部（総合）事務局 、および国務院香港マカオ事務弁公室を組織する。 
中国の共産党中央委員会の直下にあるほとんどすべての組織には、対応する総本部がある。 

## 例
- 中国共産党中央弁公庁
- 中華人民共和国国務院弁公庁
- 中華人民共和国全国人民代表大会常務委員会弁公庁
- 中国人民政治協商会議全国委員会弁公庁
- 中国共産党中央軍事委員会弁公庁